# ドラル国戦史
『ドラル国戦史』(ドラルこくせんし、原題：The Dreamers)は、デイヴィッド・エディングスとリー・エディングスが書いたファンタジー小説。
日本語訳は宇佐川晶子が担当し、ハヤカワ文庫から全8巻として刊行されている。
日本語訳書の表紙イラストは岩良ノマが担当。

## ストーリー
4柱の兄弟姉妹神が東西南北の四方を治めるドラル国。彼ら神々はほぼ25,000年周期で眠りにつき、古き神々と新しき神々が交代する。
古き神々は自らが眠りにつく前に、新しき神々を夢見人と呼ぶ人間の形で顕現させ、育て始めるのが理（ことわり）だった。
ドラル国の中央には広大な荒れ地があり、そこには＜ヴラーなるもの＞が棲んでいた。昆虫にも似た生態と、群体として知識を共有する能力＜集団知＞を持つヴラーは、自らの生存本能に従い、人間の世界への侵攻を開始する。
自らが直接手を下して生命を破壊することができない神々は、周辺諸国から様々な人材を集め、ヴラーとの戦いを始める。

## 主要登場人物

### 兄弟姉妹神
眠ることはなく、夢も見ない。今周期の終わりに近づいているため、老いや耄碌、頑迷などの状態を呈し始めている。
- ダレイネ（Dalhaine）：兄神。ドラル国北部を治める。
- アラシア（Aracia）：姉神。ドラル国東部を治める。
- ゼラーナ（Zelana）：妹神。ドラル国西部を治める。
- ヴェルダン（Veltan）：弟神。ドラル国南部を治める。

### 夢見人
目覚める前の新しき神々。「過去」と「未来の可能性」を夢として見ることができ、夢で天候や噴火などの自然現象に干渉することもできる。
- アシャド（Ashad）：ダレイネに育てられた夢見人。新しき神としての名はダカス (Dakas)。
- リラベス（Lillabeth）：アラシアに育てられた夢見人。新しき神としての名はエナラ（Enalla）。
- エレリア（Eleria）：ゼラーナに育てられた夢見人。新しき神としての名はバラセニア（Balacenia）。
- ヤルター（Yaltar）：ヴェルダンに育てられた夢見人。新しき神としての名はヴァッシュ（Vash）。

### 人間
ドラル国の狩人
- 長弓（Longbow）：老熊族の狩人。ヴラーの配下に最愛の妻を殺され、二十年以上にわたり彼らを射殺してきた弓の名手。
- 赤ひげ（Red-beard）：白い三つ編み族の狩人。後に族長となる。

マーグ国の海賊
- 鷲鼻ソーガン（わしばなソーガン、Captain Sorgan Hook-Beak）：マーグ国の海賊船カモメ号の船長
- 怪力（Ox）：カモメ号の一等航海士
- ハムの手（Ham-Hand）：カモメ号の二等航海士
- ウサギ（Rabbit）：カモメ号の鍛冶。背は小さいが頭が回る。

トログ帝国の傭兵
- ナラサン（Commander Narasan）：トログ帝国陸軍の司令官
- ケセロ（Keselo）：ナラサン旗下の下士官。

アカーラ島の女戦士
- トレシニア（Queen Trenicia）：女尊男卑の国アカーラの女王戦士。

マラヴィ国の騎馬戦士
- エキアル王子：騎馬戦士

- オマーゴ（Omago）：ヴェルダンの住居のそばで農園を世話する農夫。アーラの夫。
- アーラ（Ara）：オマーゴの妻。茜色の髪を持つ美女。料理の達人。

### 荒れ地の生き物
- ヴラー／ヴラーなるもの(Vlagh)：ドラル国中央部の荒れ地に住む生命体。＜集団知＞によって生存に適した条件を種族全体で共有し、様々な配下を生む。

## 日本語版
- 四方を統べる神 (The Elder Gods)　ISBN 978-4150204525
- 蛇民の兵団（上書の分巻）　ISBN 978-4150204563
- 神託の夢 (The Treasured One)　ISBN 978-4150204631
- 峡谷の昆虫人（上書の分巻）　ISBN 978-4150204723
- 水晶砦の攻防 (Crystal Gorge)　ISBN 978-4150204778
- 不死なる侵略者（上書の分巻）　ISBN 978-4150204815
- 高峰の決戦 (The Younger Gods)　ISBN 978-4150204860
- 新しき神々（上書の分巻）　ISBN 978-4150204914